# F-15EX (航空機)
F-15EX イーグルII
F-15EX初号機（20-001）
- 用途：戦闘機
- 分類：多用途戦闘機
- 製造者：ボーイング
- 運用者： アメリカ合衆国（アメリカ空軍）
- 初飛行：2021年2月2日[1]
- 生産数：104機（調達予定機数）[2]
- 運用状況：試験中
- ユニットコスト：8,000万USドル（フライアウェイ・ユニットコスト）[3]
- 原型機：F-15QA

F-15EXは、アメリカ合衆国のボーイングが開発した双発複座の多用途戦闘機。愛称はイーグルII（英語: Eagle II）。カタール空軍向けF-15EであるF-15QAとほぼ同様の機体で、デジタル・フライ・バイ・ワイヤ操縦システムの導入、アビオニクスを最新型へ変更、ハードポイントの増設などが行われている。
2020年7月13日にボーイングは、アメリカ空軍からロット1の8機の受注を発表、初号機と2号機はアメリカ空軍へ引き渡され、フロリダ州のエグリン空軍基地に配備され、開発・運用試験に供されている。

## 運用史
F-15EXはF-15C/Dを運用する空軍州兵向けに開発された機体で、初号機と2号機はカタール空軍向けのF-15QAを製造途中で仕様変更して製造された。初号機は2021年2月2日、ミズーリ州のボーイング・セントルイス工場で90分間の初飛行を実施、3月11日に配備先であるフロリダ州のエグリン空軍基地へフェリーされ、2号機も4月1日に初飛行し、4月21日にエグリン空軍基地へフェリーされた。
4月7日にはエグリン空軍基地でF-15EX初号機の配備式典が行われ、「イーグルII」のポピュラーネームも発表された。5月3日から14日にかけてアラスカ州で開催された「ノーザン・エッジ2021」（Northern Edge 2021：NE21）演習に2機とも参加し、レーダーなどを実戦に近い環境下で評価試験を実施した。10月18日から25日にかけてはネバダ州のネリス空軍基地で、F-15CおよびF-15Eとの初の運用試験を実施。
2022年1月25日にはメキシコ湾上空で初号機によるAIM-120D AMRAAM空対空ミサイルの試射に成功。この試射では、デジタル・フライ・バイ・ワイヤ操縦システムの導入で使用できるようになった主翼外側ハードポイントのSta.1/9から行われた。11月29日の試射では、AIM-9XとAIM-120を計12発搭載して実施された。運用評価試験第1フェーズは2023年9月12日に終了している。
アメリカ会計検査院（Government Accountability Office：GAO）は2023年6月8日に公表した報告書の中で、サプライヤーから供給された前胴コンポーネントの組み立てに飛行安全に関わる品質問題があり、F-15EXの納入が6か月以上遅れていることが明らかとなり、国防契約管理局（Defence Contract Management Agency：DCMA）の報告では風防取付用工具に問題があり、間違った穴を開けるなどの問題の発生が明らかとなった。
3号機の納入は2022年12月の予定から遅れ、4号機とともに2023年12月20日にエグリン空軍基地へフェリーされた。

## 機体構成

### エンジン

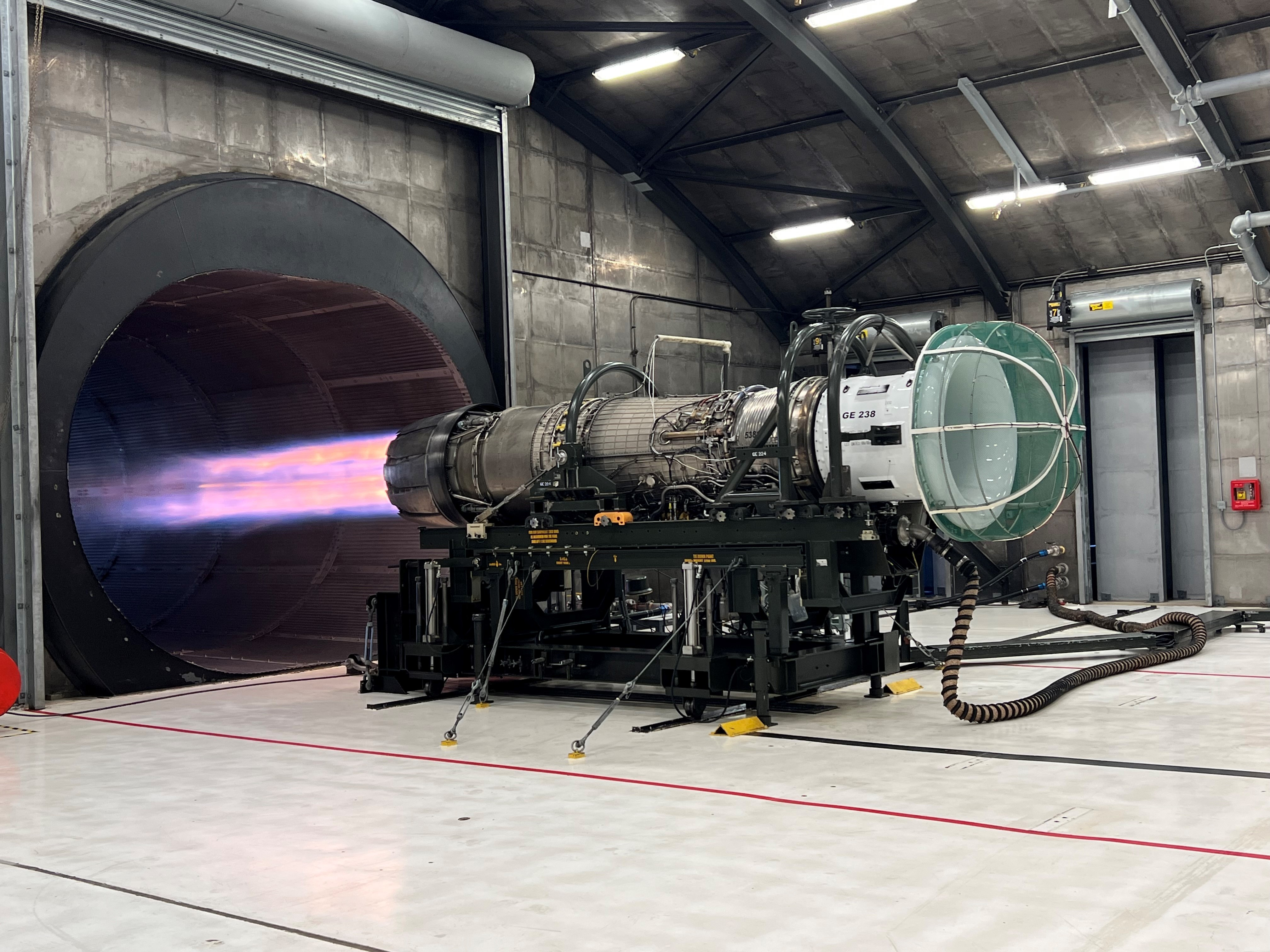
F110-GE-129ターボファン・エンジン

エンジンにはアメリカ空軍のF-15では初となるゼネラル・エレクトリック製F110-GE-129Eを搭載する。推力は1基あたり29,000lbで、最大速度マッハ2.5を可能にしている。2022年10月29日に29基のF110-GE-129をゼネラル・エレクトリックへ15億8,000万ドルで発注、オプション契約で2031年までに136機分、最大で329基のエンジンを納入する予定である。

なおエンジン採用にあたり、アメリカ空軍が競争入札無しでF110搭載の方針を示したことに対してプラット・アンド・ホイットニーがGAOに抗議し、アメリカ空軍はF100-PW-229との比較検討を実施している。

### コックピット
F-15EXはベース機のF-15Eと同じく複座で、F-15Eで兵装システム士官席だった後席は、操縦システムを持つパイロット席となっている。このため単座機としての任務も想定されており、パイロット1名分機体を軽量化できる。なおボーイングは単座型のF-15CXも製造可能としているが、アメリカ空軍は興味を示していない。
コックピットには先進コクピット・システム (ACS) が導入され、主計器盤全体が縦10インチ、横19インチの大型タッチパネルディスプレイになっている。表示は画面をタップ・スワイプすることで切り替えられる。またヘッドアップディスプレイにはBAEシステムズ製のLite HUDを搭載し、基本性能を維持しつつ、既存製品より容積を60％減らし、50％軽量化されている。

### アビオニクス

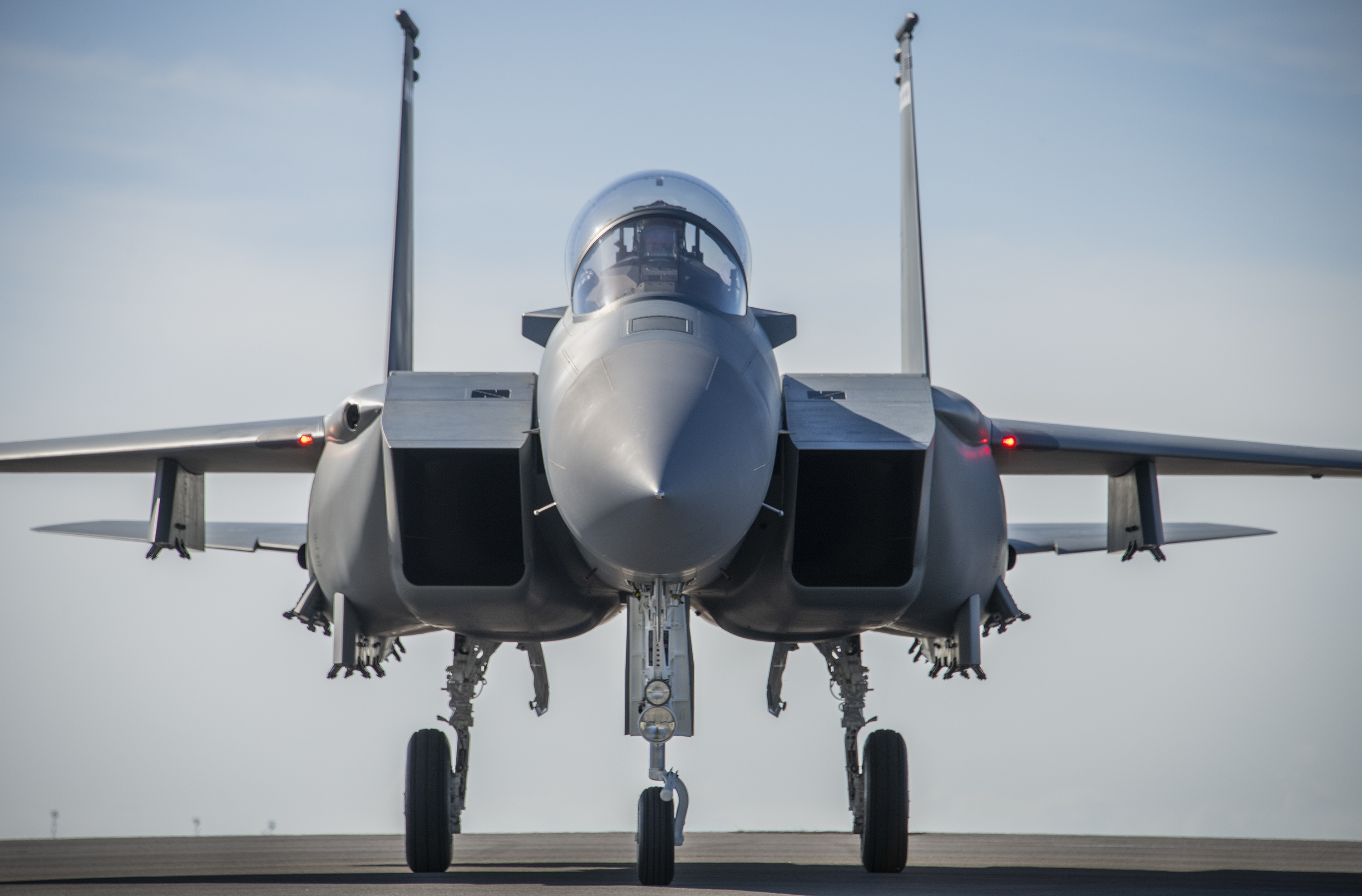
機体正面から。コクピット両脇の突起はイーグル・パッシブ／アクティブ警戒生存システム（EPAWSS）センサーフェアリング

レーダーは、AESA方式のレイセオン製AN/APG-82(V)1を搭載し、レーダー本体には新型の周波数同調可能フィルター (RFTF)と改良型の冷却装置を備える。RFTFによりレーダーと電子戦装置の同時使用が可能になり、改良型冷却装置によってF-15E搭載のAN/APG-70よりも探知距離が最大250％伸び、信頼性、保守性、維持性、整備性などの最大20倍の向上が実現される。
アビオニクスの中核であるミッションコンピュータには、ハネウェル製の先進ディスプレイ・コアプロセッサIIが搭載されており、毎秒870億回 (87bips) の処理速度を有する。これはセンサーや電子戦機器、搭載兵装、通信航法識別、操作表示システムなどを管理する。ソフトウェアとしては、運用飛行プログラム (OFP) スイート9.1が搭載される。
自己防御用の電子戦機器として、イーグル・パッシブ／アクティブ警戒生存システム (EPAWSS) が搭載されている。このシステムは、完全デジタル化した統合電子戦システムで、周囲360度の電子戦環境をリアルタイムで画像表示でき、脅威となるレーダー波や赤外線を検出すると、自動的に最適な対抗手段を作動させる。

### 兵装
F-15EXのハードポイントは23か所で、最大兵装搭載量は10,433kg。主翼外側各1か所（Sta.1/9）、内側各1か所（Sta.2/8）、胴体中央1か所（Sta.5）、胴体側面のコンフォーマル型燃料タンク（Conformal Fuel Tanks：CFT）に左右6か所ずつ（LCT/RCT1-6）あり、CFT内側4か所にLAU-106/Aランチャーを装備することで左右各4か所増設となる。また、胴体エアインテーク下部左右各1か所が照準ポッドステーションとなっている。CFTの内側ハードポイントには最大2,267kgの搭載能力を有するBRU-47/Aボムラックが装着され、外側ハードポイントには最大226kgの搭載能力を有するBRU-46/Aボムラックが装着されている。胴体中央のハードポイントは強化されており、長さ6.7m、最大3,175kgの兵装1発を搭載可能である。
空対空ミサイルはAIM-9XやAIM-120を8から12発搭載でき、空対空戦闘時には胴体中央にロッキード・マーティン製レギオン・ポッドを装備する。レギオン・ポッドは先端にIRST21赤外線センサーがあり、ポッドに内蔵されたデータリンクで地上や僚機、早期警戒管制機などに送信できるほか、F-15EXのコックピットにも赤外線画像を表示できる。

## 調達

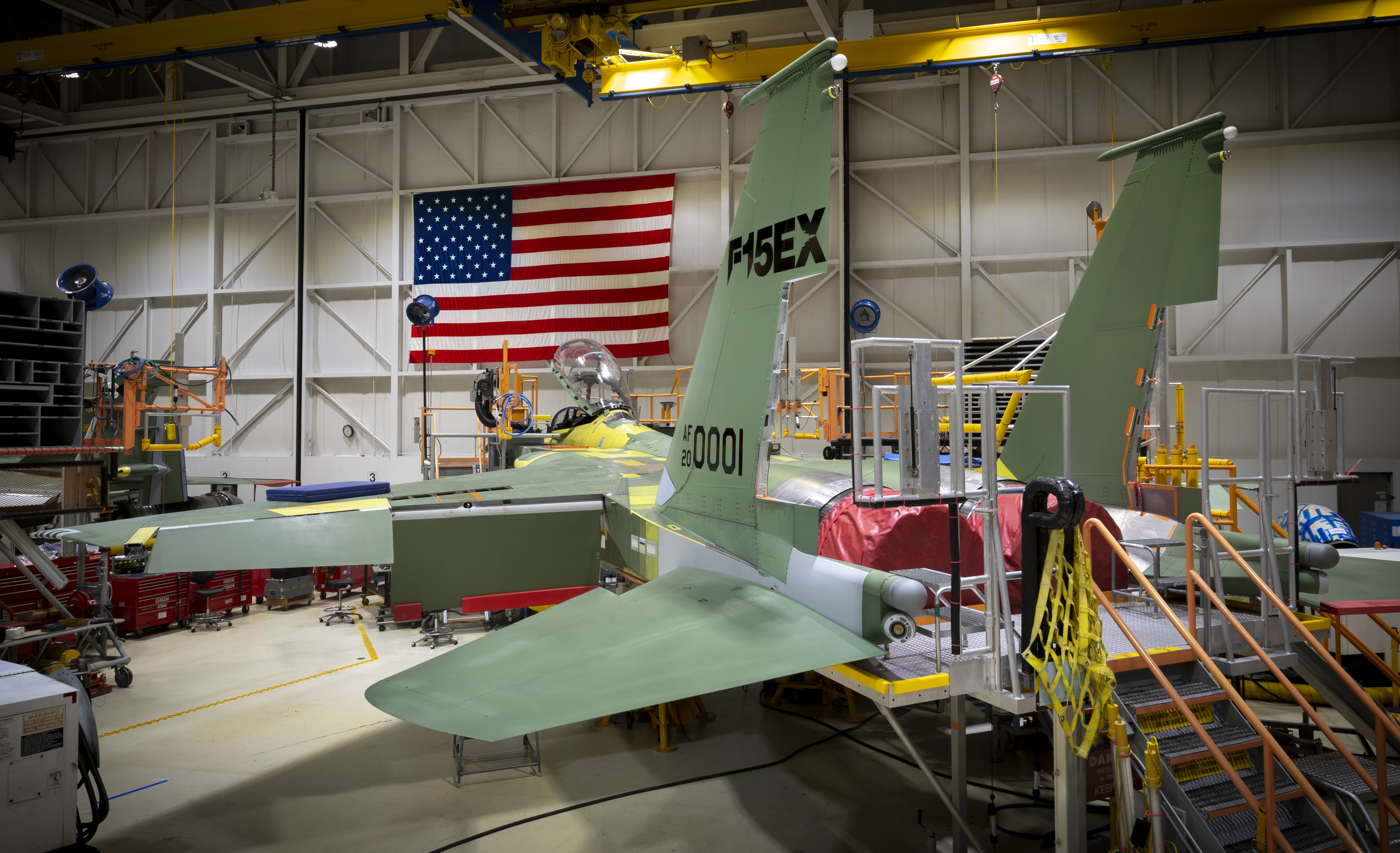
組み立てラインに置かれているF-15EX (2020年7月)

アメリカ空軍はF-15EXを144機導入する計画だったが2020年度予算要求で80機に削減され、2020年7月13日にボーイングとF-15EX納入に関する228億9,000万ドルの契約を締結。そのうち、2020年度発注ロット1の8機分は支援機材、技術支援等を含め、約12億ドルで発注された。ロット1は試験評価および訓練用の機体で、続く2021年度発注分の12機がロット2で部隊配備用、2022年度発注分12機のロット3以降が実戦部隊配備用となっている。なお、アメリカ空軍は2025年度までF-15EX調達継続を要求し、調達機数は計104機とされた。
F-15EXの発注計画数は下表のとおり。
| 発注年度 | ロットナンバー | 調達機数 |
| -------- | -------------- | -------- |
| 2020年度 | ロット1        | 8機      |
| 2021年度 | ロット2        | 12機     |
| 2022年度 | ロット3        | 12機     |
| 2023年度 | ロット4        | 24機     |
| 2024年度 | ロット5        | 24機     |
| 2025年度 | ロット6        | 24機     |

### 配備計画
アメリカ空軍は2020年8月14日、F-15EXの配備先を発表し、以下の部隊への配備が予定されている。
オレゴン空軍州兵隷下
- 第173戦闘航空団（英語版）（キングスリー・フィールド空軍州兵基地（英語版））
  - 第114戦闘飛行隊（英語版）"Eager Beavers"（機種転換訓練部隊）
- 第142航空団（英語版）（ポートランド空軍州兵基地（英語版））
  - 第123戦闘飛行隊（英語版）"Redhawks"

マサチューセッツ空軍州兵隷下
- 第104戦闘航空団（英語版）（ウェストフィールド＝バーンズ地域空港（英語版））
  - 第131戦闘飛行隊（英語版）"Barnestormers"

カリフォルニア空軍州兵隷下
- 第144戦闘航空団（英語版）（フレズノ空軍州兵基地）
  - 第194戦闘飛行隊（英語版）"Griffins"

ルイジアナ空軍州兵隷下
- 第159戦闘航空団（英語版）（ニューオーリンズ海軍航空基地統合予備役基地（英語版））
  - 第122戦闘飛行隊（英語版）"Bayou Militia"

このうち、初の実戦部隊としてはオレゴン空軍州兵の第142航空団第123戦闘飛行隊に配備される予定。
また、F-15EXの各種試験は以下の部隊で実施される。
空軍資材コマンド隷下
- 第96試験航空団（英語版）（エグリン空軍基地）
  - 第40飛行試験飛行隊（開発試験部隊）

航空戦闘軍団隷下
- 第53航空団（英語版）（エグリン空軍基地）
  - 第85試験評価飛行隊（英語版）（運用試験部隊）

また、上記の部隊もしくは上記以外の部隊が沖縄の嘉手納基地に配備されることが決定された。配備数は前任のF-15C/Dの48機に比べ36機と減少している。

### 海外輸出
イスラエル
イスラエル政府はアメリカ政府に対して、25機のF-15EXを対外有償軍事援助（Foreign Military Sales：FMS）経由で取得するための申請を提出。アメリカ国務省と議会の承認が得られれば、政府間契約締結のうえで取得実現となる。イスラエル国防省は2024年11月7日、F-15IA戦闘機25機を52億ドルで購入し、さらに25機購入するオプションも付加すると発表した。F-15IAは、F-15EXにイスラエル独自のシステムなどを搭載した機体、納入は2031年に始まり、毎年4～6機が製造される予定。
 インドネシア
2023年8月21日、ボーイングとインドネシア国防省は24機のF-15EX調達に関する了解覚書（Memorandum of Understanding：MOU）を取り交わした。インドネシア空軍向けはF-15IDNの名称となるが、実現にはアメリカ政府の承認が必要となる。

## ギャラリー

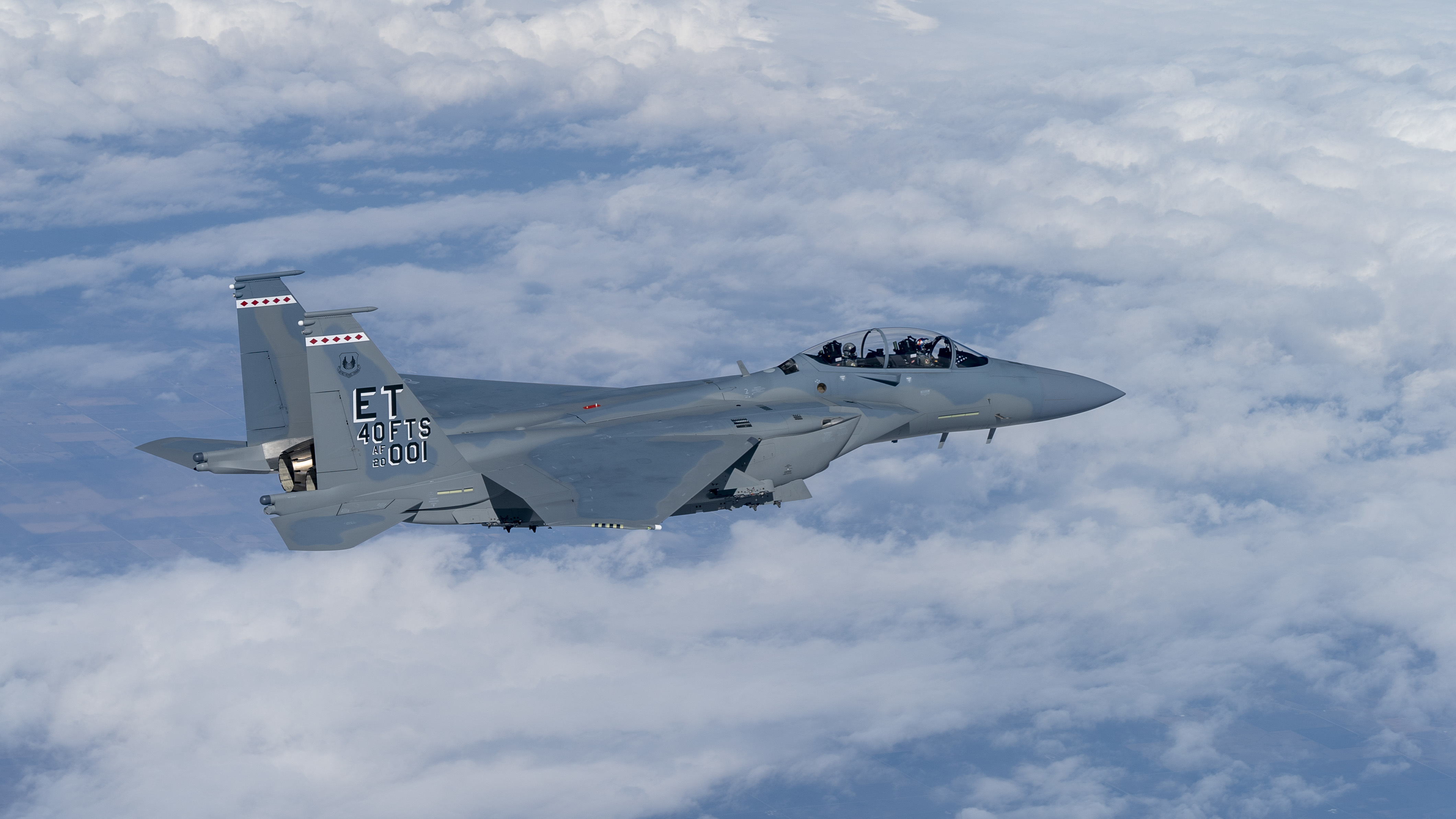
第40飛行試験飛行隊のF-15EX (2021年3月)
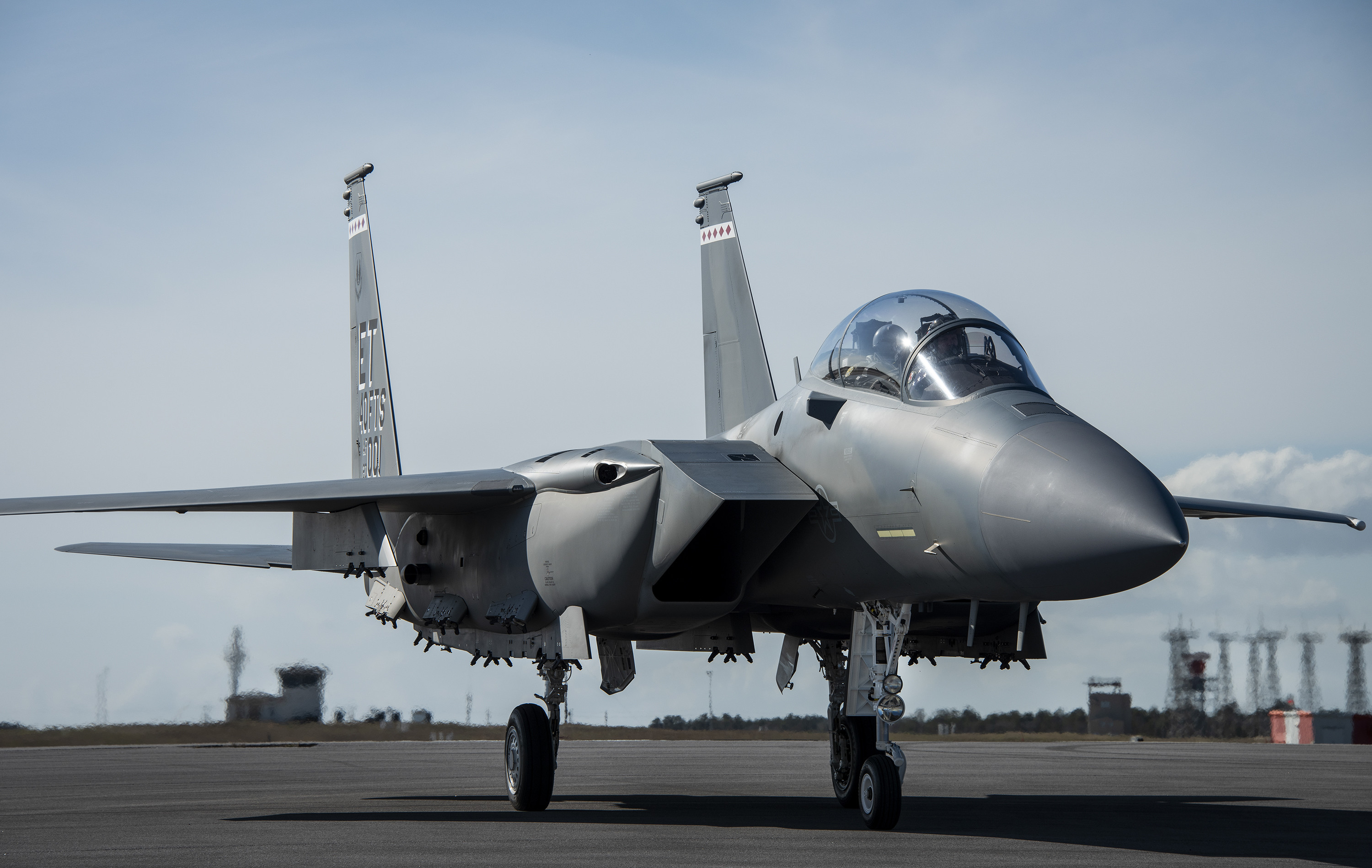
フロリダ州エグリン空軍基地に納入された最初のF-15EX
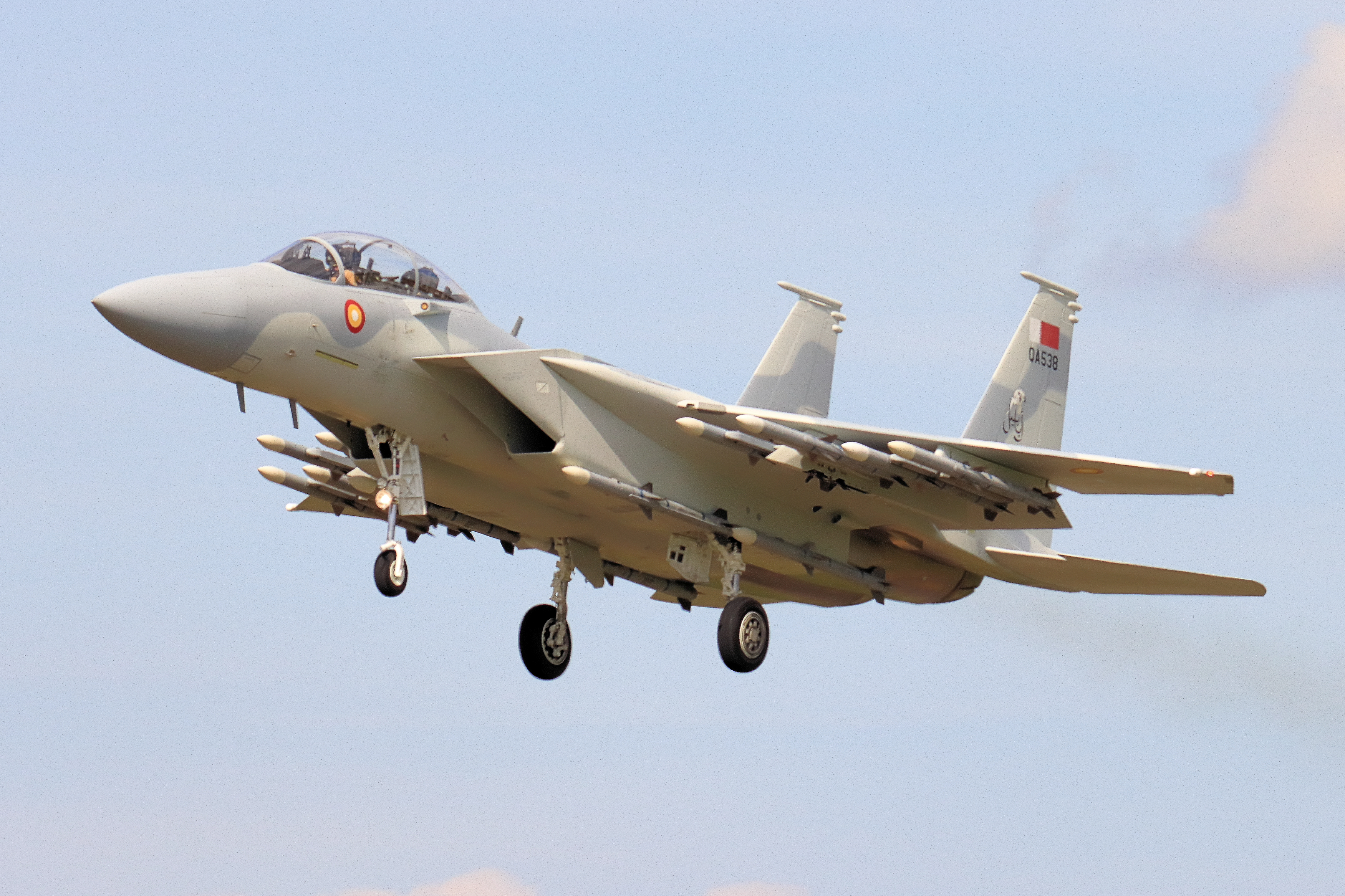
カタール空軍のF-15QA Ababil QA538 (RIAT 2024にて)
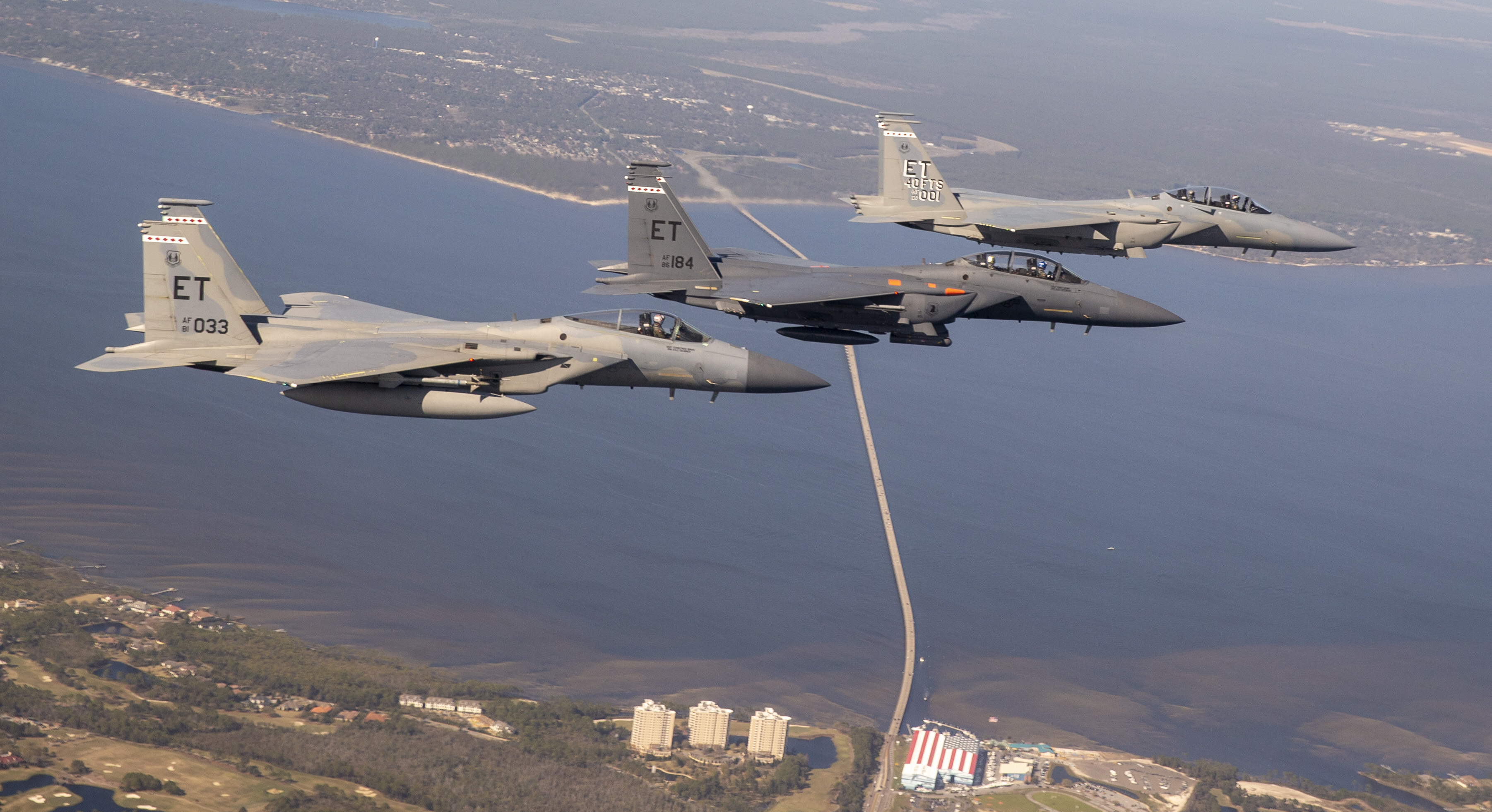
F-15E(中央)とF-15C(左下)と編隊を組むF-15EX(右上), (2021年)

## 性能諸元

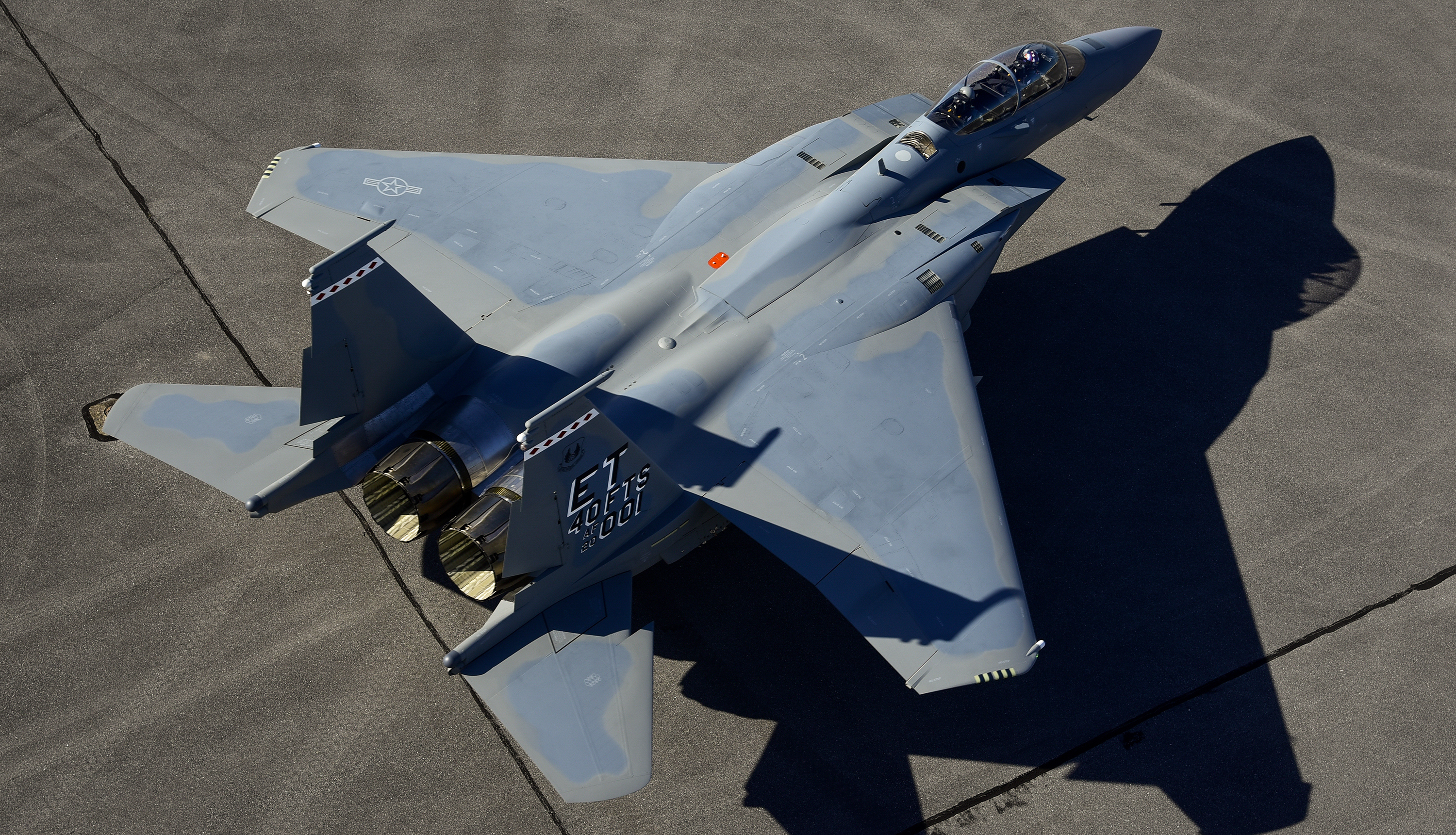
F-15EXに搭載されたF110-129エンジンにはアイリス板が装備されている

出典: 戦闘機年鑑2023 - 2024
諸元
- 乗員: 2名
- 全長: 19.45 m
- 全高: 5.65 m
- 翼幅: 13.05 m
- 翼面積: 56.5 m2(C)
- 最大離陸重量: 36,742 kg
- 動力: ゼネラル・エレクトリック製F110-GE-129E
  - ドライ推力: × 2
  - アフターバーナー使用時推力: 13,154 kg （29,000 lb） × 2
- 最大兵装搭載量：10,433 kg

性能
- 最大速度: M2.5
- フェリー飛行時航続距離:  （2,585 nm）
- 実用上昇限度: 18,288 m
- 最大耐G値： 9 G